# 776 a.C.
Il 776 a.C. (DCCLXXVI a.C. in numeri romani) è un anno  dell'VIII secolo a.C.

## Eventi
- 22 giugno - Si inaugura a Olimpia la prima edizione dei giochi olimpici.

## Morti
- Amasia, re (n. 802 a.C.)